# نایروز
نایروز (به فرانسوی: Niévroz) یک کمون در فرانسه است که در ان (اوورنی-رون-آلپ) واقع شده‌است. نایروز ۱۰٫۴۶ کیلومتر مربع مساحت دارد ۱۸۰ متر بالاتر از سطح دریا واقع شده‌است.